# Kenya Seed Company
Kenya Seed Company ist ein öffentliches Agrarunternehmen mit Hauptsitz in Kitale. Es vertreibt Saatgut für Mais, Weizen, Gerste, Sorghum- und Millethirsen, Weidegräser, Sonnenblumen und gartenbauliche Pflanzen.

## Geschichte
Kenya Seed wurde 1956 gegründet, um das von der nationalen Forschungsstation in Kitale entwickelte Weidegrassaatgut zu vertreiben. Zwei Jahre später begann das Unternehmen mit der kommerziellen Produktion von Sonnenblumen für den europäischen Vogelfuttermarkt. 1963 wurde erstmals Mais-Hybridsaatgut produziert, welches von der Forschungsstation in Kitale entwickelt wurde. 1971 kam Weizensaatgut hinzu. 
1979 erwarb Kenya Seed Simpson and White Law (heute: Simlaw Seed Company), ein Produzent gartenbaulichen Saatguts sowie Pestiziden und Dünger. 2002 wurden die Saatgutunternehmen Kibo Seed Company (Tansania) und Mt Elgon Seed Company (Uganda) übernommen.
75 Prozent des Saatguts, das in Kenia verwendet wird, stammen von der Kenya Seed Company.